# وعي ثنائي
الوعي الثنائي (بالإنجليزية: Dual consciousness) (ويُعرف أيضًا بالعقل المزدوج أو الوعي المنقسم) هو فرضية في علم الأعصاب، تُقترح فيها إمكانية أن يطور الشخص كيانين واعيين منفصلين داخل دماغ واحد، وذلك بعد إجراء عملية قطع الجسم الثفني (وهو الجسر العصبي الذي يربط بين نصفي الدماغ). بدأت هذه الفكرة في الانتشار داخل الأوساط العلمية بعد ملاحظة ظهور "متلازمة اليد الغريبة" لدى بعض المرضى الذين خضعوا لهذه العملية، مما دفع بعض العلماء للاعتقاد بوجود وعيين منفصلين داخل نصفي الدماغ، يتنافسان فيما بينهما بعد قطع الاتصال العصبي بينهما.
وقد أثارت فكرة الوعي الثنائي جدلاً واسعًا في مجتمع علم الأعصاب، إلا أنه حتى الآن لم يتم العثور على دليل قاطع يثبت صحة هذه الظاهرة المقترحة.

## خلفية
خلال النصف الأول من القرن العشرين، توصّل بعض جرّاحي الأعصاب إلى أن أفضل طريقة لعلاج حالات الصرع الشديدة هي بقطع الجسم الثفني، وهو الجسر العصبي الرئيسي الذي يربط بين نصفي الدماغ. يُعد الجسم الثفني الوسيلة الأساسية للتواصل بين نصفَي الكرة المخية. فعلى سبيل المثال، يتيح هذا الاتصال نقل المعلومات البصرية من كلا الحقلين البصريين الأيمن والأيسر وتفسيرها من قِبل الدماغ بطريقة تُسهم في تكوين صورة منطقية للتجربة البصرية التي يعيشها الإنسان (مثل إدراك أنك تنظر إلى شاشة حاسوب موجودة أمامك مباشرة).
وتُعرف العملية الجراحية التي يُزال فيها الجسم الثفني باسم "استئصال الجسم الثفني". أما الأشخاص الذين خضعوا لهذه الجراحة فيُشار إليهم اصطلاحًا باسم "مرضى الدماغ المنقسم"، وذلك لأن نصفَي دماغهم لم يعودا متصلين من خلال الجسم الثفني.
وقد أصبح هؤلاء المرضى موضوعًا لعدد كبير من التجارب النفسية التي هدفت إلى استكشاف ما يحدث في الدماغ بعد انقطاع الطرق العصبية الأساسية التي تربط بين نصفَي الدماغ. ومن أبرز الباحثين في هذا المجال العالم "روجر سبيري"، الذي كان من أوائل من طرحوا فكرة الوعي الثنائي، وطالبه الشهير "مايكل جازانيغا". وقد كشفت نتائج أبحاثهم عن نمط متكرر بين المرضى: أن قطع الجسم الثفني بالكامل يؤدي إلى توقف انتقال المعلومات الحسية والحركية والإدراكية بين نصفَي الدماغ. ورغم ذلك، لم تُظهر أغلب الحالات تأثيرًا واضحًا على الأداء الوظيفي اليومي للمرضى في العالم الحقيقي، إلا أن التجارب النفسية كشفت عن بعض الاختلافات بين هؤلاء المرضى وغيرهم من الأشخاص.

## مرضى الدماغ المنشطر وقطع الجسم الثفني
أُجريت أولى عمليات استئصال الجسم الثفني الناجحة على البشر في ثلاثينيات القرن العشرين. وكان الهدف من هذه الجراحة هو التخفيف من نوبات الصرع عندما تفشل العلاجات الأخرى، مثل الأدوية، في إيقاف التشنجات العنيفة المرتبطة بالمرض. وتحدث نوبات الصرع نتيجة تفريغ كهربائي غير طبيعي ينتشر في مناطق متعددة من الدماغ. وقد اقترح الطبيب "ويليام فان واغنين" فكرة قطع الجسم الثفني لمنع انتقال الإشارات الكهربائية بين نصفي الدماغ. فإذا تحقق ذلك، فمن المفترض أن تنخفض شدة النوبات أو تختفي تمامًا.
تتم الجراحة بشكل عام على النحو التالي: يُخدّر المريض تخديرًا كليًا، وبعد دخوله في نوم عميق، تُجرى عملية فتح للجمجمة، يتم فيها إزالة جزء من عظام الجمجمة ليتاح للجراح الوصول إلى الدماغ. ثم تُسحب الأم الجافية (وهي الغشاء الخارجي الذي يغلف الدماغ) إلى الخلف حتى تُكشف المناطق العميقة من الدماغ، بما في ذلك الجسم الثفني. ويُستخدم في العملية أدوات جراحية دقيقة تساعد على قطع الجسم الثفني بأمان. في البداية، يُجرى استئصال جزئي للجسم الثفني، يتم فيه فقط قطع الجزء الأمامي المكوّن من ثلثي الجسم الثفني. ورغم أن هذا يؤدي إلى فقدان معظم وظائفه، إلا أن الجسم الثفني لا يفقد جميع قدراته، لأن الجزء الخلفي منه يبقى سليمًا، مما يسمح باستمرار انتقال المعلومات البصرية بين نصفي الدماغ. وإذا لم تؤدِ هذه العملية إلى تقليل النوبات، فقد يلزم إجراء استئصال كامل للجسم الثفني لتقليل شدتها.
وهناك نوع مشابه آخر من الجراحات يُعرف باسم "بضع الصوار"، ويتم فيه قطع عدة طرق عصبية بين نصفي الدماغ، مثل الصوار الأمامي، وتلاصق الحُصين، والتلاصق الأوسط للمهاد، بالإضافة إلى الجسم الثفني.
وبعد الجراحة، يُخضع المريض عادة لتقييمات نفسية وعصبية شاملة. ومن الملاحظات المهمة أن كثيرًا من المرضى الذين خضعوا للعملية لا يشعرون بأن أدمغتهم "مُنقسمة"، ويصفون شعورهم بعد الجراحة بأنه طبيعي. وقد أثبتت عمليات استئصال الجسم الثفني وبَضّ التلاصقات فعاليتها في تقليل أو حتى القضاء على نوبات الصرع، مما يدعم نظرية "فان واغنين".

## متلازمة اليد الغريبة
متلازمة اليد الغريبة، والتي يُشار إليها أحيانًا بمصطلح "اليد الفوضوية"، هي اضطراب عصبي تُظهر فيه يد المصاب سلوكيات حركية ذاتية، وكأنها تعمل من تلقاء نفسها دون تحكم منه. وقد تم توثيق ظهور هذه المتلازمة في بعض المرضى الذين خضعوا لجراحة فصل نصفي الدماغ.

### التاريخ
سُجّلت أول حالة موثّقة من متلازمة اليد الغريبة في عام 1908 على يد الطبيب "كورت غولدستن"، وكانت لامرأة في الخمسين من عمرها، حيث قامت يدها اليسرى بالإمساك بعنقها دون إرادتها. ورغم أنها استطاعت إزاحة يدها، إلا أن الأمر تطلب منها جهدًا كبيرًا. وبعد وفاتها، أظهرت نتائج التشريح أن السبب المحتمل هو إصابتها بعدة جلطات دماغية في النصف الأيمن من الدماغ والجسم الثفني.
وفي الأربعينيات، ظهرت تقارير عن مرضى خضعوا لاستئصال الجسم الثفني وبدأوا يعانون من حركات لا إرادية في إحدى اليدين بعد الجراحة. وكانت تلك الحركات تتعارض مع ما تقوم به اليد الأخرى، حيث تصرّفت كل يد على نحوٍ منفصل عن الأخرى. وقد أُطلق على هذه الظاهرة في البداية تشخيص "خلل الأداء التشخيصي".
أنواع متلازمة اليد الغريبة
هناك ثلاثة أنواع رئيسية لهذه المتلازمة:
1. النمط الجبهي: ويتميز بقيام اليد غير المسيطرة (عادة اليد اليسرى) بالإمساك بالأشياء والتعامل معها دون رغبة المريض.
2. النمط الثفني: وهو النوع الأكثر شيوعًا، ويظهر عادة عند الأشخاص الذين يُهيمن عليهم النصف الأيسر من الدماغ (أي يستخدمون اليد اليمنى). وتتحرك اليد اليسرى بشكل لا إرادي وتتصادم تصرفاتها مع اليد اليمنى. وغالبًا ما يصاحب هذا النمط أعراض أخرى لإصابة الجسم الثفني، مثل:
فقدان القدرة على قراءة الكلمات المكتوبة (ضعف القراءة).
عدم القدرة على تسمية الأشياء التي تُرى في الحقل البصري الأيمن (عمى التسمية البصري).
3. النمط الخلفي: ويُلاحظ فيه ارتفاع اليد المصابة في الهواء بشكل غير إرادي، وتقوم بحركات غير هادفة.

### الأعراض
العَرَض الأساسي في هذه المتلازمة هو عدم قدرة المريض على التحكم في إحدى يديه. فعلى سبيل المثال، إذا طُلب من مريض يعاني من المتلازمة أن يلتقط كوبًا بيده اليمنى، فقد تقوم اليد اليسرى  بالتدخل وإفشال المهمة دون أن يكون له أي سيطرة على ذلك. وتقوم اليد المتأثرة أحيانًا بأفعال معاكسة لما
تفعله اليد الأخرى، مثل أن تبدأ يد في فك أزرار القميص بينما تقوم الأخرى بإعادة إغلاقها.
وفي بعض الحالات، لاحظ المرضى أنهم يشعرون بأن الأمور طبيعية بعد الجراحة، رغم ظهور تلك التصرفات. كما تبيّن أن انتقال تركيز الشخص من مهمة إلى أخرى قد يقلل من سيطرته على اليد المتأثرة.

### العلاقة بفرضية الوعي الثنائي
عندما بدأ العلماء بملاحظة متلازمة اليد الغريبة لدى مرضى فصل الدماغ، بدأوا بطرح تساؤلات حول طبيعة الوعي، وافترضوا أنه من المحتمل أن يؤدي قطع الجسم الثفني إلى انقسام الوعي إلى كيانين منفصلين داخل الدماغ الواحد. وقد أضاف هذا الاكتشاف بعدًا فلسفيًا وجذبًا علميًا كبيرًا لمجال أبحاث فصل الدماغ.

## تجربة جازانيغا وليديو
في عام 1978، اكتشف العالمان مايكل غازانيغا وجوزيف لودوظاهرة فريدة لدى مرضى الدماغ المنفصل أثناء تنفيذهم لمهمة تتعلق بفهم مفاهيم متزامنة. حيث عُرضت على المريض صورتان: الأولى لمنزل في فصل الشتاء، والثانية لمخلب دجاجة. وقد تم وضع الصورتين بشكل يسمح لكل واحدة منهما بأن تُرى من خلال حقل بصري واحد فقط من الدماغ؛ أي أن صورة المنزل الشتوي كانت تظهر فقط في الحقل البصري الأيسر للمريض (المرتبط بالنصف الأيمن من الدماغ)، بينما ظهرت صورة مخلب الدجاجة في الحقل البصري الأيمن (المرتبط بالنصف الأيسر من الدماغ).
بعد ذلك، وُضعت مجموعة من الصور أمام المريض، وطُلب منه اختيار صورة باستخدام اليد اليمنى وصورة باستخدام اليد اليسرى. وقد تم إعداد المهمة بحيث تكون الخيارات واضحة ومباشرة؛ فعلى سبيل المثال، المجرفة تُستخدم لإزالة الثلج من أمام المنزل الشتوي، ورأس الدجاجة يتناسب مع مخلب الدجاجة. أما الصور الأخرى فلم تكن مرتبطة بأي شكل بالصورتين الأصليتين.
في التجربة، اختار المريض صورة المجرفة بيده اليسرى (المرتبطة بالنصف الأيمن من الدماغ)، واختار صورة رأس الدجاجة بيده اليمنى (المرتبطة بالنصف الأيسر من الدماغ). وعندما سُئل المريض عن سبب اختياره لهاتين الصورتين، أجاب: "مخلب الدجاجة يتناسب مع رأس الدجاجة، وتحتاج إلى مجرفة لتنظيف حظيرة الدجاج."
كانت صورة المنزل الشتوي والمجرفة تُعرضان فقط في الحقل البصري الأيسر، ما يعني أن النصف الأيمن من الدماغ هو من استقبل هذه المعلومات وعالجها. بينما كانت صورة مخلب الدجاجة تُعرض في الحقل البصري الأيمن، أي أن النصف الأيسر من الدماغ هو من قام بمعالجتها. والجدير بالذكر أن النصف الأيسر من الدماغ هو المسؤول عن تفسير ومعالجة المعاني والمفاهيم المستقاة من المدخلات الحسية، إلا أنه لم يتلقَّ أي معلومات بصرية عن المنزل الشتوي.
ونتيجة لذلك، لم يكن لدى النصف الأيسر من الدماغ أي علم بصورة المنزل الشتوي أو المجرفة، مما اضطره إلى "اختراع" تفسير منطقي لاختيار المجرفة. وبما أن كل ما كان متاحًا له هو معلومات عن مخلب الدجاجة ورأسها، فقد فسّر وجود المجرفة على أنها أداة تُستخدم لتنظيف حظيرة الدجاج.
وقد صاغ غازانيغا مصطلح "المُفسِّر الدماغي الأيسر" لوصف هذه الظاهرة، حيث يقوم ترجمان النصف الأيسر من الدماغ بتفسير الأفعال والمعلومات حتى عندما تكون البيانات المتاحة له ناقصة أو محدودة.

## تجارب أخري

### سبيري وغازانيغا
استندت دراسات غازانيغا ولودو إلى دراسات سابقة أجراها روجر سبيري ومايكل غازانيغا. في تجربة سبيري، جلس المريض على طاولة، وكان هناك حاجز يمنع رؤيته ليديه وللأشياء الموضوعة على الطاولة، وكذلك يمنع رؤية الشخص القائم بالتجربة. استُخدم هذا الحاجز كشاشة لعرض الصور البصرية، بحيث يمكن للقائم بالتجربة أن يختار ما إذا كانت الصور ستُعرض على كلا نصفي الدماغ أو على نصف واحد فقط، وذلك من خلال كيفية عرض الصور على الشاشة.
كان المريض يتعرض للمنبهات البصرية بشكل مؤقت على الشاشة. تُرسل الصور التي تظهر للعين اليسرى إلى النصف الأيمن من الدماغ، بينما تُرسل الصور التي تظهر للعين اليمنى إلى النصف الأيسر. في التجربة، عندما تم عرض صورة في الجانب الأيسر من الشاشة، صرّح المريض أنه لم يرَ شيئًا. وأظهرت النتائج أن المرضى غير قادرين على وصف المنبهات التي عُرضت لفترة وجيزة على الجانب الأيسر، لا شفويًا ولا كتابيًا. النصف الأيسر من الدماغ، وهو غالبًا النصف المسؤول عن الكلام، لم يكن على علم بما عُرض على النصف الأيمن (الذي يعالج الصور من المجال البصري الأيسر). لكن يد المريض اليسرى كانت قادرة على الإشارة إلى الشيء الصحيح. استنتج سبيري من هذه الملاحظات أن كل نصف من الدماغ يمتلك وعيًا مستقلًا خاصًا به.

### ريفونسو
شرح الباحث أنتي ريفونسو إجراءً مشابهاً لتصميم سبيري وغازانيغا. حيث تم عرض صورة تحتوي على جسمين مختلفين على مرضى الدماغ المنفصل: زهرة وأرنب. عُرضت الزهرة في المجال البصري الأيمن (يُفسَّر عبر النصف الأيسر للدماغ)، بينما عُرض الأرنب في المجال البصري الأيسر (يُفسَّر عبر النصف الأيمن). وهكذا، كان النصف الأيسر يرى الزهرة في حين يرى النصف الأيمن الأرنب.
عندما سُئل المرضى عما رأوه، أجابوا بأنهم رأوا الزهرة فقط ولم يروا الأرنب. ذلك لأن النصف الأيسر، المسؤول عن اللغة والكلام، لم يتمكن من رؤية الأرنب المعروض للنصف الأيمن، وبالتالي لم يذكره في إجابته. ومع ذلك، كان المريض لا يزال قادرًا على الإشارة إلى صورة الأرنب باستخدام يده اليسرى. استنتج ريفونسو أن هناك وعيين منفصلين في دماغ المريض، أحدهما رأى الزهرة والآخر رأى الأرنب، كلٌّ منهما بشكل مستقل عن الآخر.

### جوزيف
لاحظ الباحث روان جوزيف حالتين لمريضين خضعا لعملية فصل تام للجسم الثفني. وجد أن النصف الأيمن من دماغ أحد المرضى كان قادرًا على جمع وفهم والتعبير عن المعلومات، وتمكن من توجيه النشاط في الذراع والساق اليسرى. لكن تنفيذ هذه الحركات كان يتم إعاقته بواسطة النصف الأيسر من الدماغ. على سبيل المثال، كانت الساق اليسرى تحاول التحرك للأمام وكأن المريض ينوي المشي، بينما كانت الساق اليمنى ترفض الحركة أو تبدأ بالمشي في الاتجاه المعاكس.
من خلال ملاحظاته، خلص جوزيف إلى أن نصفي الدماغ يتصرفان كما لو أن لكلٍّ منهما وعيًا منفصلًا. كما رصد عدة مواقف أخرى تعكس الصراع بين نصفي الدماغ، مثل قيام اليد اليسرى (المرتبطة بالنصف الأيمن) بإطفاء جهاز التلفاز مباشرة بعد أن شغّلته اليد اليمنى (المرتبطة بالنصف الأيسر). لاحظ أيضًا أن الساق اليسرى كانت تمنع المريض من الاستمرار في المشي وتُجبره على العودة إلى المنزل.